# Dan Trebil
Daniel Patrick „Dan“ Trebil (* 10. April 1974 in Bloomington, Minnesota) ist ein ehemaliger US-amerikanischer Eishockeyspieler, der im Verlauf seiner aktiven Karriere zwischen 1992 und 2002 unter anderem 95 Spiele für die Mighty Ducks of Anaheim, Pittsburgh Penguins und St. Louis Blues in der National Hockey League (NHL) auf der Position des Verteidigers bestritten hat. Zudem absolvierte Trebil über 200 Partien in der American Hockey League (AHL).

## Karriere
Trebil besuchte bis zum Sommer 1992 die High School seines Geburtsorts Bloomington im Bundesstaat Minnesota und wurde bereits nach dem erfolgreichen Abschluss aufgrund seines sportlichen Talents im NHL Entry Draft 1992 in der sechsten Runde an 138. Stelle von den New Jersey Devils aus der National Hockey League (NHL) ausgewählt. Bevor sich der Verteidiger jedoch seiner sportlichen Karriere widmete, setzte er sein Hauptaugenmerk auf seine akademische Weiterbildung, der er in den folgenden vier Jahren an der University of Minnesota nachging. Parallel lief er in dem Zeitraum zwischen 1992 und 1996 aber auch für die Minnesota Golden Gophers auf, das Eishockeyteam der Universität, in der Western Collegiate Hockey Association (WCHA). Die WCHA war als Division in den Spielbetrieb der National Collegiate Athletic Association (NCAA) eingegliedert. Trebil verbrachte vier sehr erfolgreiche Jahre mit den Golden Gophers, in denen er dreimal die Divisionsmeisterschaft in Form der Broadmoor Trophy gewann. Zudem wurde der Abwehrspieler in seinem letzten Collegejahr, in dem er 46 Scorerpunkte in 42 Partien sammelte, mit zahlreichen individuellen Auszeichnungen bedacht.
Folglich wechselte der US-Amerikaner nach dem Abschluss seines Studiums im Frühjahr 1996 in den Profibereich. Allerdings hatten die New Jersey Devils kein Interesse an der Verpflichtung ihrer Draftwahl und so wechselte der Defensivakteur im Mai 1996 als Free Agent in die Organisation der Mighty Ducks of Anaheim. Er gehörte dem Franchise insgesamt fast vier Spielzeiten an. In den ersten drei Jahren pendelte er stets zwischen den damaligen Farmteams der Ducks – den Baltimore Bandits und Cincinnati Mighty Ducks – aus der American Hockey League (AHL) und dem NHL-Aufgebot Anaheims. In der Millenniumssaison 1999/2000 spielte Trebil ausschließlich für Cincinnati, nachdem seine NHL-Einsatzzeiten immer geringer geworden waren. Im März 2000 wurde er schließlich in einem Transfergeschäft im Tausch für ein Fünftrunden-Wahlrecht im NHL Entry Draft 2000 an die Pittsburgh Penguins abgegeben. Bis zum Saisonende kam er dort dreimal zum Einsatz.
Da der 26-Jährige keinen Anschlussvertrag in Pittsburgh erhielt, wurde er erneut zum Free Agent und wechselte daher Ende Juli 2000 in die Organisation der New York Islanders. Bei den Islanders sah Trebil zum Beginn der Spielzeit 2000/01 jedoch nur Einsatzminuten bei deren Kooperationspartner Chicago Wolves in der International Hockey League (IHL), ehe er im November desselben Jahres erneut nach Pittsburgh wechselte. Dieses Mal hatten sich die Penguins seine Dienste für ein Neuntrunden-Wahlrecht im NHL Entry Draft 2001 gesichert. Sie setzten ihn in den folgenden eineinhalb Monaten bis Ende Dezember 16-mal ein, ehe der Verteidiger erneut wechselte. Im Tausch für Marc Bergevin wechselte Trebil zu den St. Louis Blues, wo er sich die Spielzeit 2000/01 im NHL-Aufgebot der Blues sowie im AHL-Kader der Worcester IceCats zu nahezu gleichen Teilen aufteilte.
Anschließend fand der Defensivakteur – nachdem sein Jahresvertrag ausgelaufen war – jedoch bis zum Saisonbeginn im Oktober 2001 keinen neuen Arbeitgeber in der NHL. Trebil wechselte daraufhin erstmals nach Europa, wo er sich dem schwedischen Klub Hammarby IF aus der zweitklassigen Allsvenskan anschloss. Für den Hauptstadtklub lief der US-Amerikaner in 18 Spielen auf und beendete nach der Saison im Alter von 28 Jahren seine aktive Karriere vorzeitig.

### International
Für sein Heimatland nahm Trebil mit der Nationalmannschaft der Vereinigten Staaten an der Weltmeisterschaft 1998 in der Schweiz teil. Im Verlauf des Turniers, das für die US-Amerikaner auf einem enttäuschenden zwölften Rang und dem Gang in die Qualifikation für das Turnier im folgenden Jahr endete, absolvierte der Verteidiger vier Partien. Dabei blieb er punkt- und straflos.

## Erfolge und Auszeichnungen
| - 1993 Broadmoor-Trophy-Gewinn mit der University of Minnesota - 1994 Broadmoor-Trophy-Gewinn mit der University of Minnesota - 1996 Broadmoor-Trophy-Gewinn mit der University of Minnesota | - 1996 WCHA Outstanding Student-Athlete of the Year - 1996 WCHA Second All-Star Team - 1996 NCAA West Second All-American Team |

## Karrierestatistik

### International
Vertrat die USA bei:
- Weltmeisterschaft 1998

(Legende zur Spielerstatistik: Sp oder GP = absolvierte Spiele; T oder G = erzielte Tore; V oder A = erzielte Assists; Pkt oder Pts = erzielte Scorerpunkte; SM oder PIM = erhaltene Strafminuten; +/− = Plus/Minus-Bilanz; PP = erzielte Überzahltore; SH = erzielte Unterzahltore; GW = erzielte Siegtore; 1 Play-downs/Relegation; Kursiv: Statistik nicht vollständig)